# 国際標準レコーディングコード
国際標準レコーディングコード（International Standard Recording Code, ISRC）は、レコーディング（音源）を識別するための唯一の国際標準コードで、ISO 3901として標準化されている。レコーディングを単位とするため、同じ曲であっても、新たに録音や編集された場合は異なるコードが与えられる。同じレコーディングであれば別の媒体で配布されたとしても新しいコードが与えられることはないのが通常であるが、CDが登場する前にレコード会社が倒産するなどして事実上消滅してマスター音源が残り、後年別の会社からCD化された場合には同一音源であるにもかかわらず異なるコードが与えられるケースもある。
ISRCは、CDなどの媒体に電子的に記録することができる。

## 構成
ISRCは大文字アルファベットと数字の12桁で構成される。先頭から、国名コード（2桁）、登録者コード（3桁）、年次コード（2桁）、レコーディング番号（5桁）である。たとえば、「ISRC JP-AA0-01-23456」のようになる。